# Halles de Crémieu
Les halles de Crémieu sont un monument historique situé à Crémieu dans le département de l'Isère, en région Auvergne-Rhône-Alpes.
L'édifice, situé dans le centre de la commune, date du XVe siècle. À l'instar de nombreux autres bâtiments de la ville, il a bénéficié d'un classement au titre des monuments historiques le 19 mai 1906.

## Situation et accès

### Situation
Les halles de Crémieu sont situées dans le centre du bourg ancien de cette ville du Nord-Isère, au niveau de la place de la Poype, entre les rues de la porcherie et lieutenant-colonel Bel Elles sont toujours en fonction et abrite un marché hebdomadaire.

### Accès
L'accès à ce monument est libre :
- à pied

Les halles sont accessibles aux piétons depuis n'importe quel point de la commune. C'est également un lieu où se déroule un marché hebdomadaire.

- par les transports publics

Les halles, situées dans le centre historique de la vieille ville de Crémieu est desservie par le réseau interurbain de l'Isère, connu sous l'appellation locale Cars Région Isère. laquelle relie la ville de Crémieu aux autres villes de l'Isère ainsi que de Lyon.

## Historique

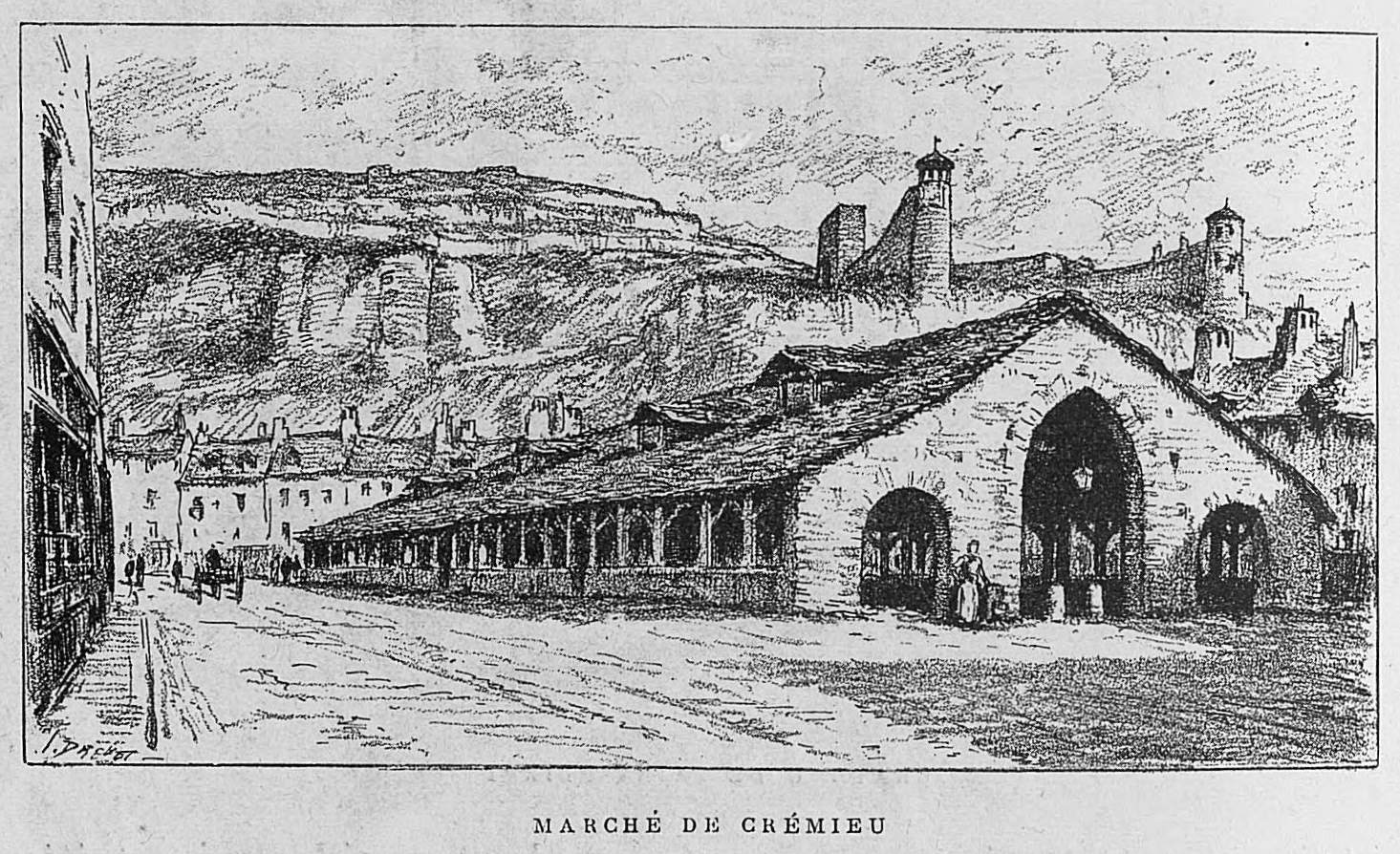
Les halles (dessin de la fin du XIXe siècle)

Lorsque la création d'une ville basse fut entreprise à compter du XIVe siècle, un nouveau marché prit place et la halle fut construite pour l'abriter au cours du XVe siècle. Celles-ci auraient été achevées en 1434,.
Ces nouvelles halles ont remplacé le « marché-vieux » et sont étroitement liées à la mise en œuvre d'une véritable ville nouvelle, tracée en contrebas de la ville primitive.  Ces halles (en fait un seul bâtiment, très long) servaient d'entrepôt à grains mais aussi de marché régulateur des grains. Elles étaient utilisées à l'occasion des foires et des marchés au Moyen Age, pour mesurer les quantités de grains vendues et échangées.
Avant la Révolution française, la mesure unitaire basé sur le système de poids et de mesure local se dénommait le bichet, évalué à 19,5 litres et comprenait de nombreux autres unités dont l'émine (deux bichets), le setier (deux émines), la bichette (un demi bichet) et la coupe (un quart de bichet).

## Description
Cette halle ouverte est présentée comme la deuxième halle de France par ses dimensions impressionnantes (61 mètres de long sur 19,50 mètres de large). La charpente en chêne supporte une couverture de plaquettes de calcaire local pesant quatre cent tonnes. À l'intérieur, on peut découvrir une mesure à grain en pierre taillée, comportant quatre alvéoles.
La nef méridionale des halles servait autrefois de passage dans laquelle les habitants du quartier déposaient les ordures.

Quelques vues des halles de Crémieu en 2020
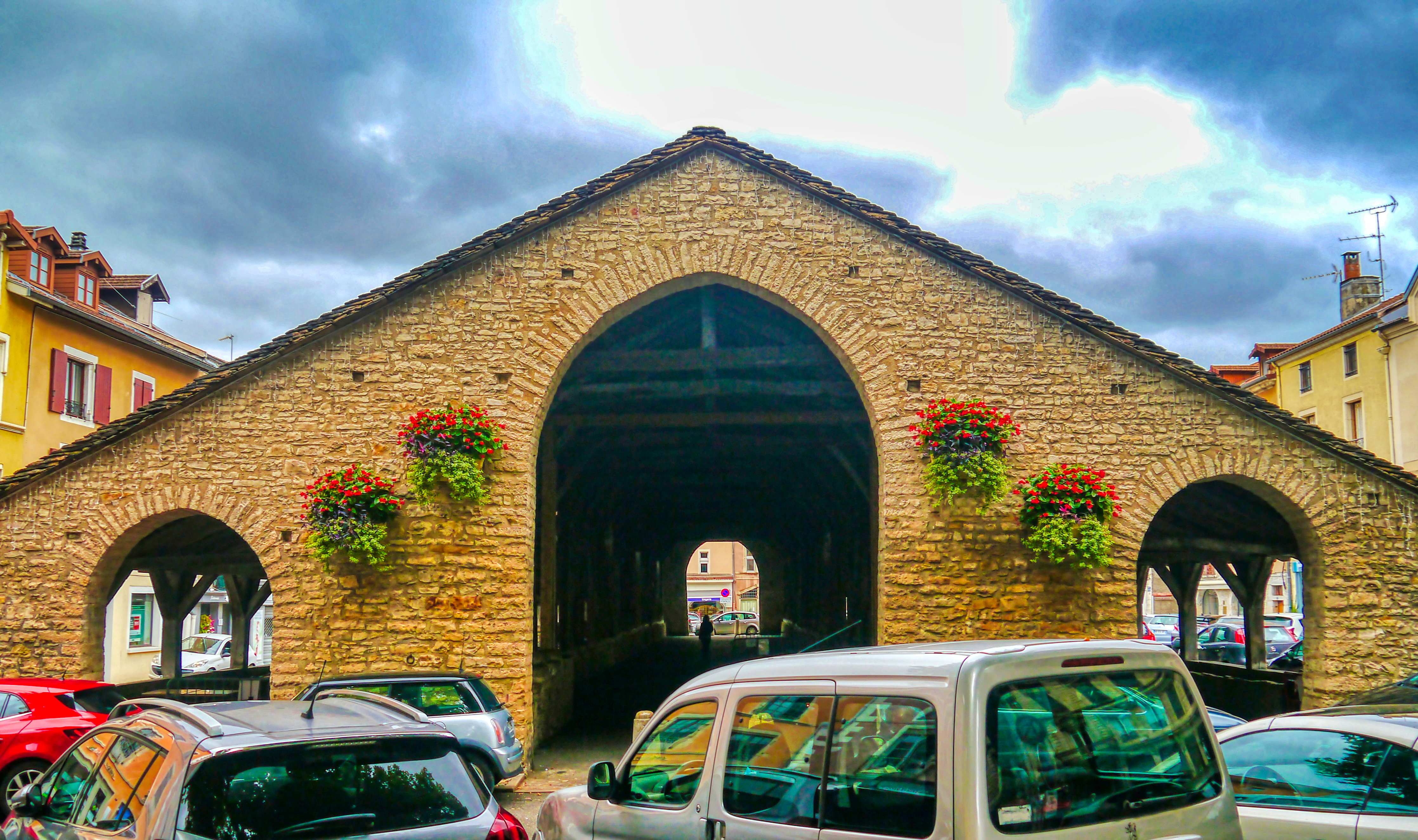
Halle extérieure coté Est
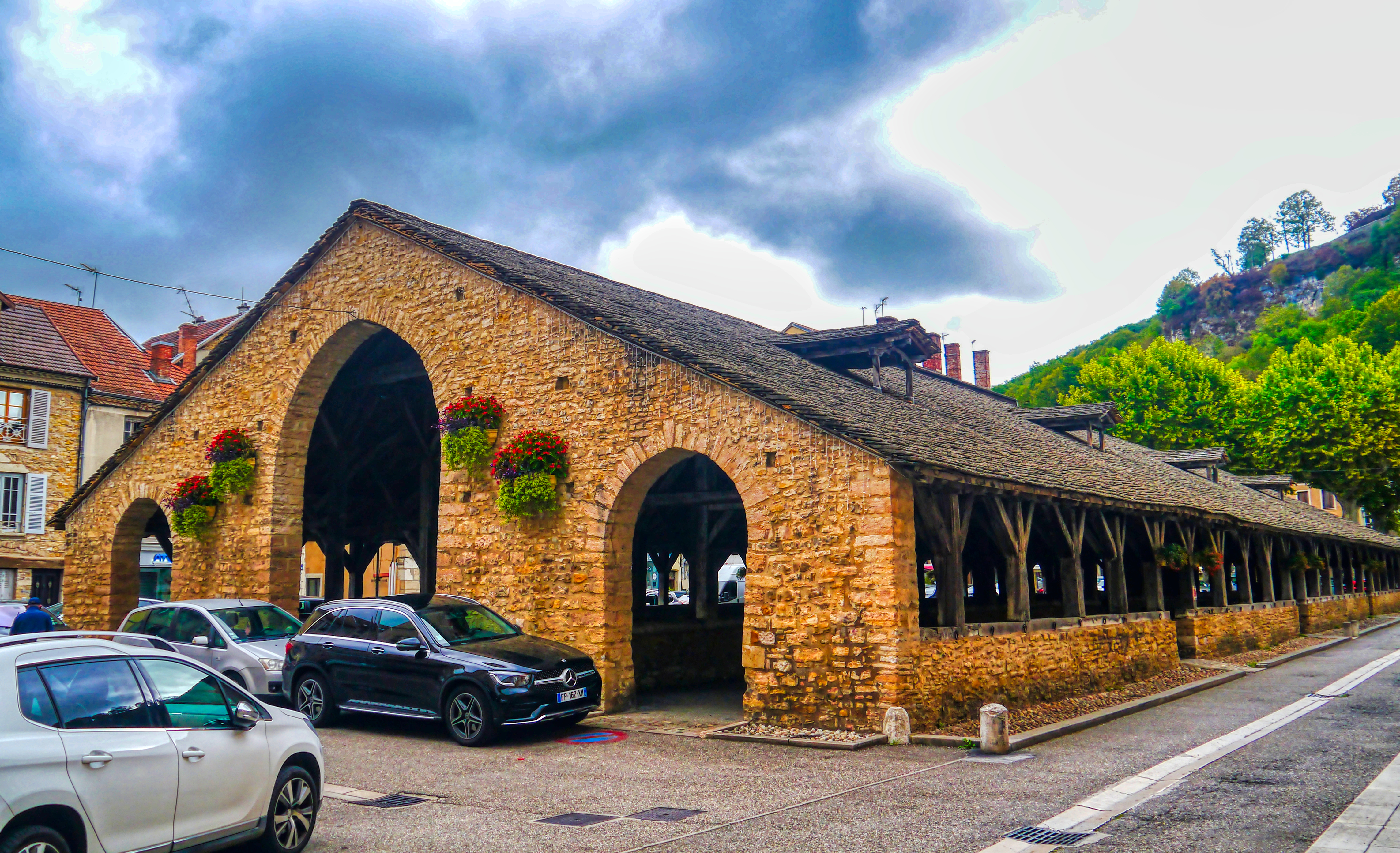
Halle extérieure côté Ouest
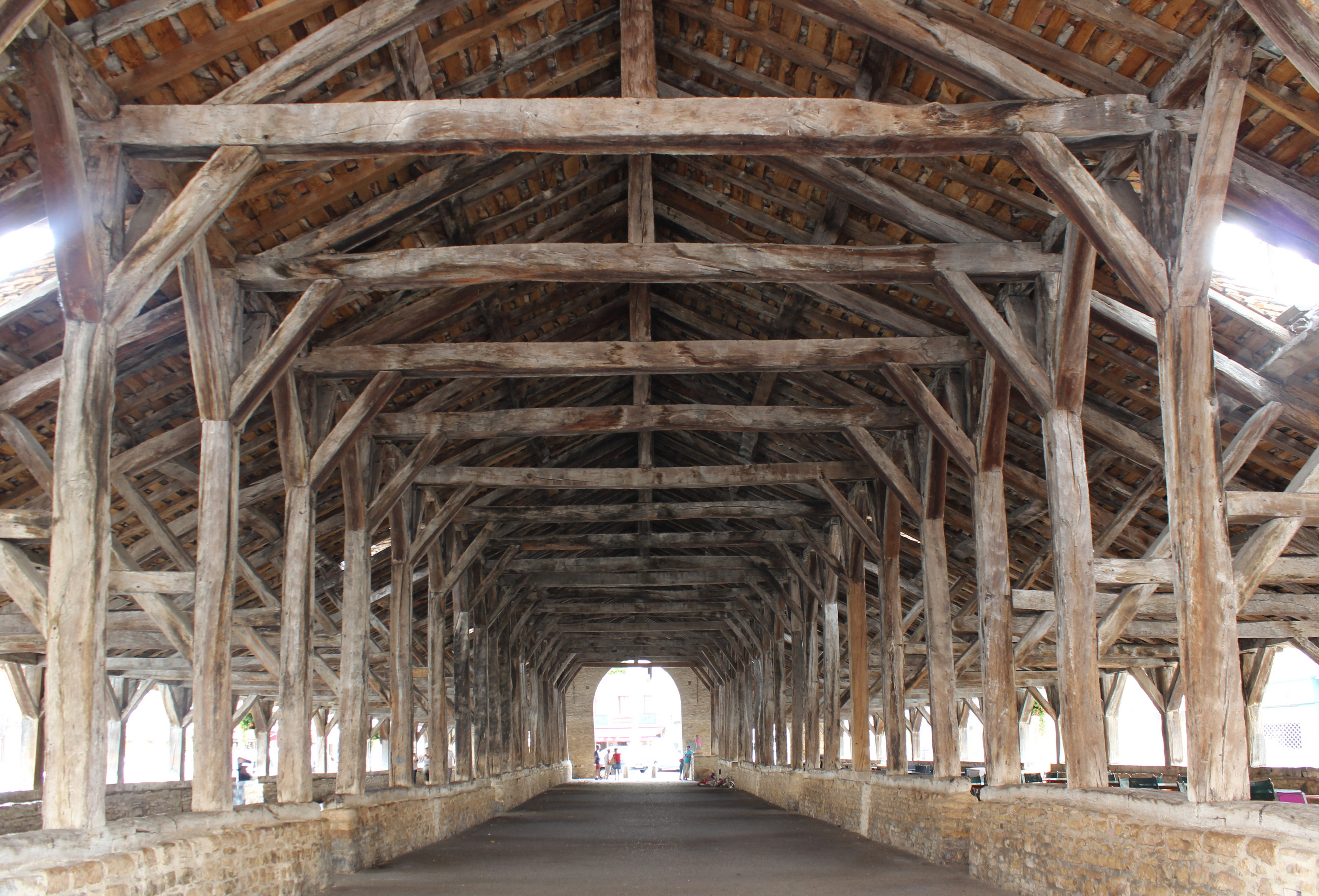
Halle vue générale intérieure
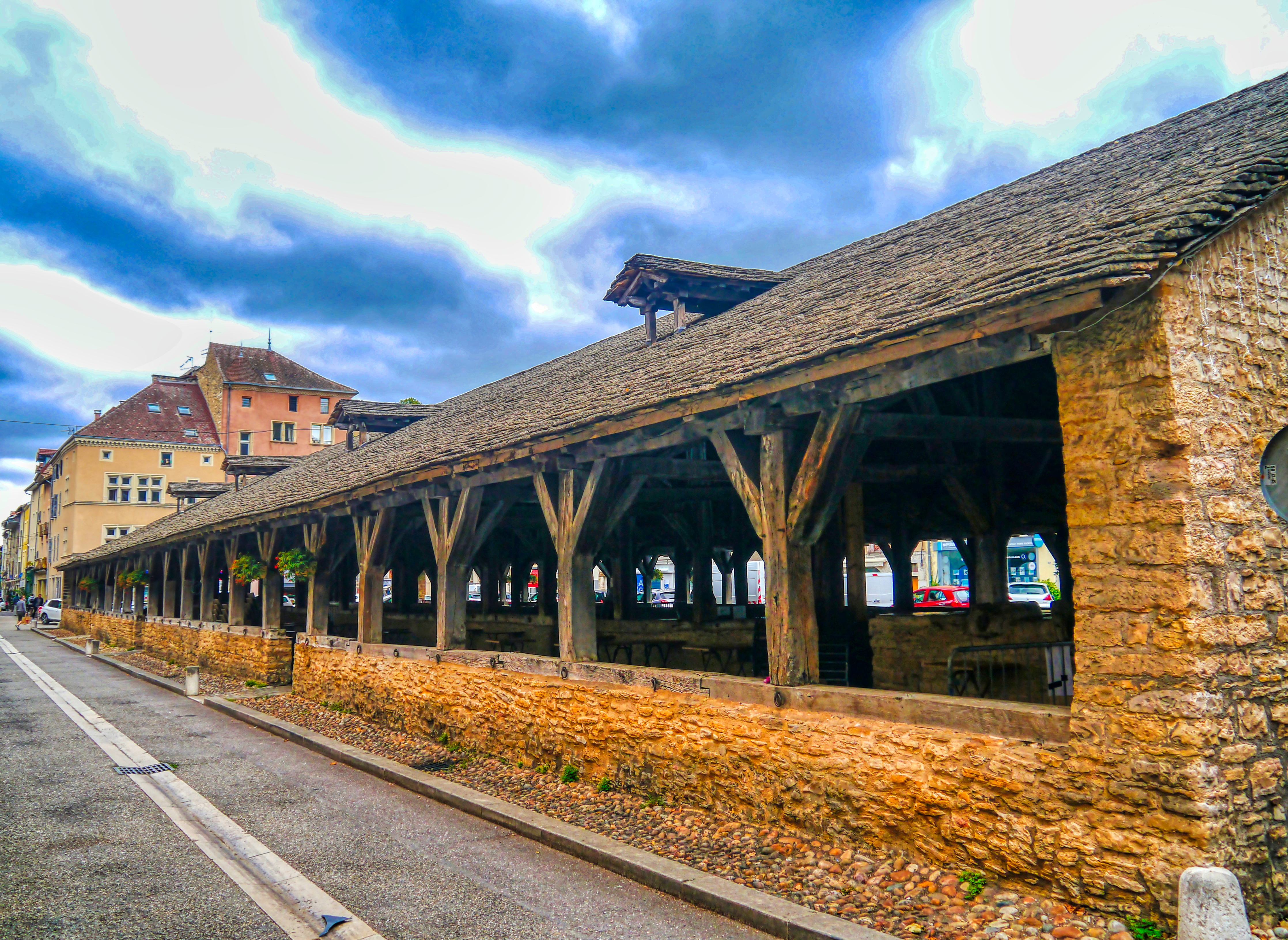
Halle extérieure côté Sud
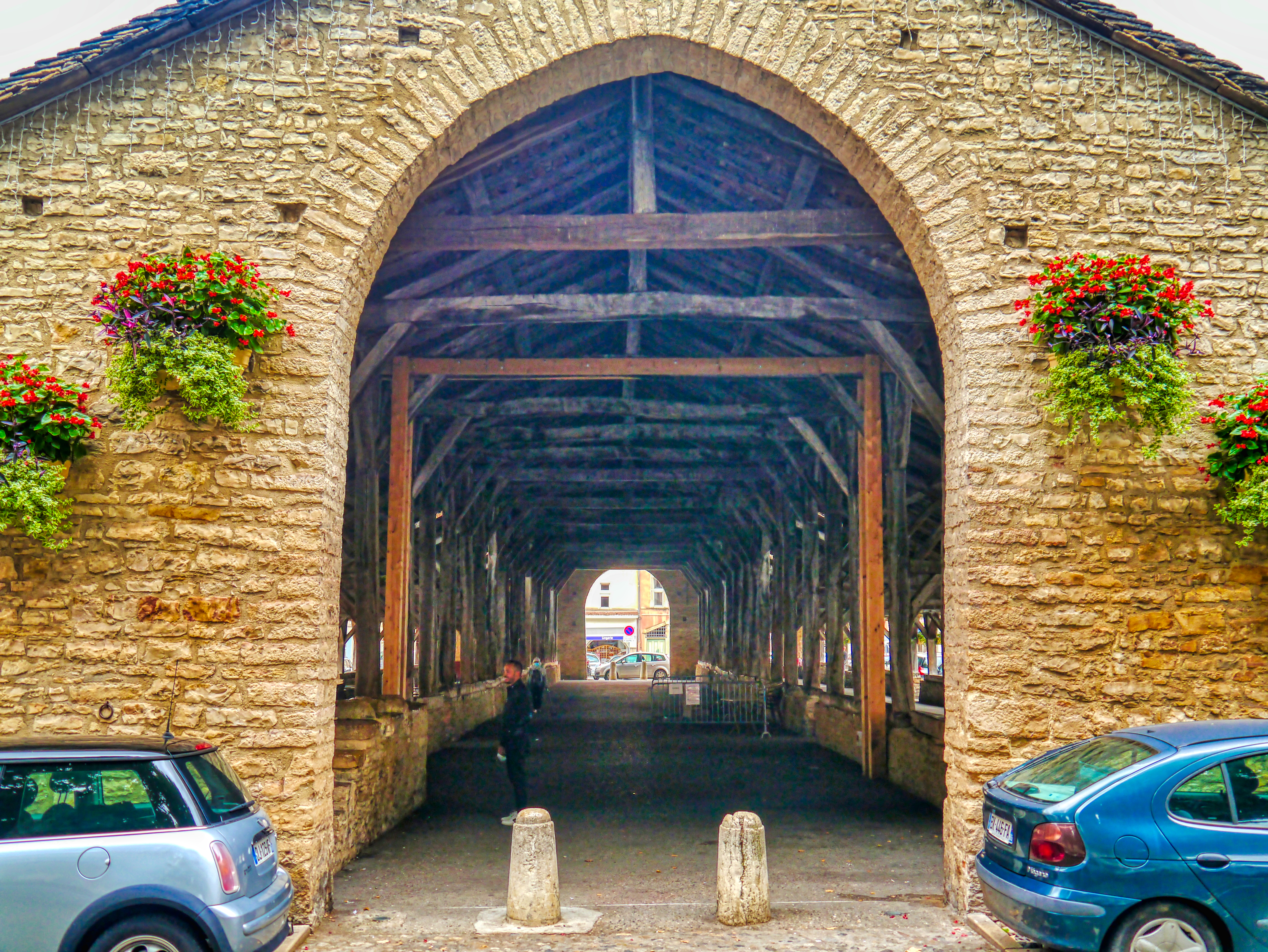
Halle extérieure coté est

## Manifestations
Le site des Halles accueille les manifestations suivantes :
- Fête de la musique en juin [10].
- Foire aux dindes, le 15 décembre de chaque année[11].